# Colias minisni
Colias minisni is een vlindersoort uit de familie van de Pieridae (witjes), onderfamilie Coliadinae.
Colias minisni werd in 1895 beschreven door Bean.